# Květoslav Mašita
Květoslav Mašita (* 2. Oktober 1947 in Prag) ist ein ehemaliger tschechoslowakischer Endurosportler.
Mašita war er einer der erfolgreichsten Piloten im Motorradgeländesport. Mit dem Trophy-Team der ČSSR gewann er sechs Mal die Internationale Sechstagefahrt. Außerdem wurde er zehn Jahre in Folge Europameister – zu einer Zeit, als es noch keine Einzel-Weltmeisterschaft gab. In seinem Heimatland erkämpfte er acht nationale Meistertitel.

## Sportlicher Werdegang
Bevor Mašita 1969 das erste Mal Meister der ČSSR wurde, hatte er schon internationale Erfolge. Im Europapokal 1967 belegte er hinter MZ-Fahrer Karlheinz Wagner aus der DDR den zweiten Platz. Ein Jahr darauf – der Europapokal-Wettbewerb wurde zur Europameisterschaft aufgewertet – holte er sich zum ersten Mal den Titel. Diesen verteidigte Mašita bis einschließlich 1977 – immer auf einer Jawa in der Klasse bis 350 cm³.
1967 war er auch Mitglied der ČSSR-Trophy-Mannschaft, die bei den Six Days im polnischen Zakopane den dritten Platz belegte. 1968 und 1969 landete er mit seinem Team jeweils auf dem zweiten Rang. Im Jahr darauf konnte Mašita im Sextett den Sieg feiern. 1971, 1973, 1974, 1977 und 1978 setzte er die Siegesserie fort, wurde mit dem ČSSR-Team Mannschafts-Weltmeister bei den Six Days.
Seinen Abschied vom aktiven Sport feierte Květoslav Mašita 1979 beim Rennen Rund um die MZ-Stadt Zschopau.